# Metrodora uniformis
Metrodora uniformis är en insektsart som först beskrevs av Bruner, L. 1910.  Metrodora uniformis ingår i släktet Metrodora och familjen torngräshoppor. Inga underarter finns listade i Catalogue of Life.